# Qaleh-ye Madraseh (Chaharmahal e Bactiari)
Qaleh-ye Madraseh (em persa: قلعه مدرسه, também romanizada como Qal'eh-ye Madraseh) é uma aldeia no Distrito Rural de Barez, no Distrito de Manj, Condado de Lordegan, na província de Chaharmahal e Bactiari, no Irão. No censo de 2006, sua população era de 677 habitantes, em 126 famílias.